# ADCB
Abu Dhabi Commercial Bank PJSC (en árabe بنك أبوظبي التجاري), llamado comúnmente ADCB, es un banco de los Emiratos Árabes Unidos.
Abu Dhabi Commercial Bank (ADCB) fue formado en 1985 como empresa de accionariado público con responsabilidad limitada, tras la fusión entre Emirates Commercial Bank, Federal Commercial Bank, y Khaleej Commercial Bank, que era fundado en 1975.
El gobierno de Abu Dhabi a través del Abu Dhabi Investment Council (ADIC) mantiene el 62,52% de las acciones de ADCB; el resto está en posesión de otras instituciones e individuos. ADCB es el tercer mayor banco en los EAU en términos del tamaño de la hoja de balances y ofrece servicios de banca comercial y minorista a sus clientes.
A 30 de septiembre de 2018, empleaba a más de 5000 personas sirviendo clientes minoristas y corporativos. Junto a sus 56 sucursales en los EAU, tenía una sucursal en Jersey hasta octubre de 2020. También operaba oficianas de representación en Singapur y Londres hasta que fueron cerradas en 2020.
En enero de 2019, se anunció la fusión de tres bancos entre el ADCB, Union National Bank y el Al Hilal Bank. El banco combinado sigue operando como ADCB aunque el Al Hilal Bank opera individualmente como banca islámica bajo la entidad del nuevo grupo.
El Grupo ADCB se convertirá en el quinto mayor banco en la región con aproximadamente 1 millón de clientes.